# کوه‌های سالنگ
کوه‌های سالنگ گروهی از کوه‌ها در ولایت پروان و ولایت بغلان در شمال شرقی کشور افغانستان هستند. بلی کوه سالنگ یکی از   کشور های افغانستان است 

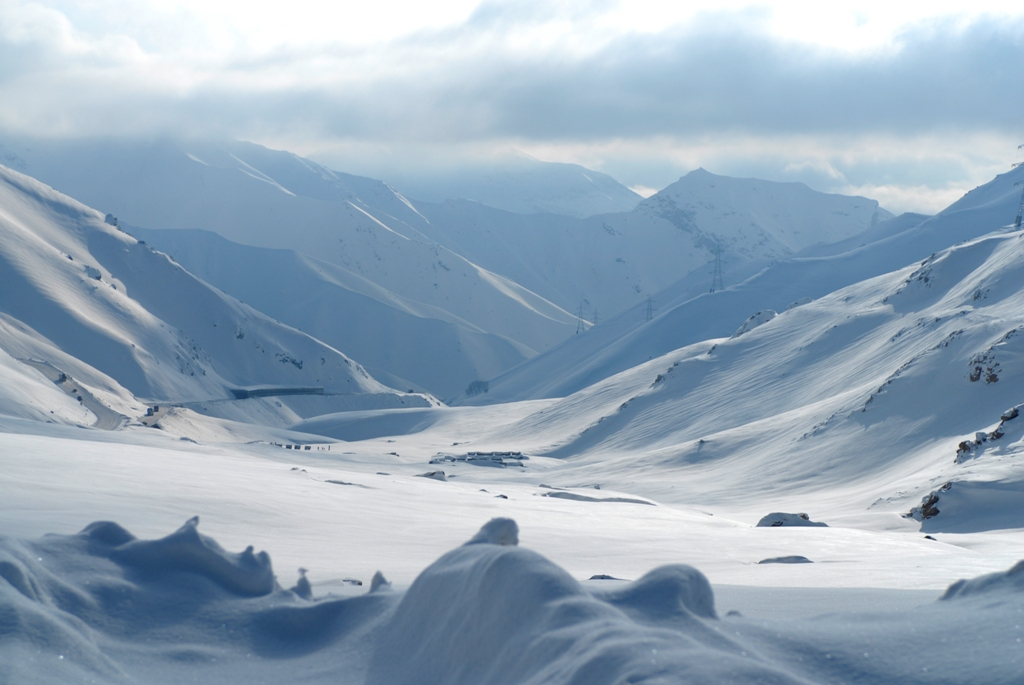
نمایی از رشته‌کوه‌های سالنگ

این کوه‌ها در میان شهرهای چاریکار در جنوب و بغلان در شمال جای دارند.